# 杜布馬斯利夫卡
49°1′37″N 28°46′23″E / 49.02694°N 28.77306°E
杜布馬斯利夫卡（烏克蘭語：Дубмаслівка），是烏克蘭西南部的村莊，隸屬文尼察州的文尼察區。該村面積1.87平方公里，海拔高度290米，2010年人口144，人口密度每平方公里76.96人。